# رافائله پیریا
رافائله پیریا (ایتالیایی: Raffaele Piria؛ ۲۰ اوت ۱۸۱۴ – ۱۸ ژوئیهٔ ۱۸۶۵) یک شیمی‌دان اهل ایتالیا بود.